# ميشال شكودا
ميشال شكودا (بالتشيكية: Michal Škoda)‏ هو لاعب كرة قدم تشيكي في مركز الهجوم، ولد في 3 يناير 1988 في براغ في بوهيميا. لعب مع زبرويوفكا برنو وفيكتوريا زيزكوف.

## وصلات خارجية
- ميشال شكودا على موقع قاعدة بيانات كرة القدم.إي يو (الإنجليزية)
- ميشال شكودا على موقع Soccerway.com (الإنجليزية)